# Sam s soboju, ili Igra w szachmaty
Sam s soboju, ili Igra w szachmaty (ros. Сам с собою, или Игра в шахматы, dosł. Sam ze sobą, czyli Gra w szachy) – obraz pędzla rosyjskiego artysty Grigorija Miasojedowa, dzieło z późnego okresu jego twórczości (1907 rok). Płótno o rozmiarach 90 × 63 cm przedstawia gracza samotnie rozmyślającego nad pozycją szachową. Nie jest jasne, czy obraz jest portretem konkretnego szachisty – proponowano różne jego interpretacje. Wystawiony jest na ekspozycji Muzeum Szachów w Moskwie.

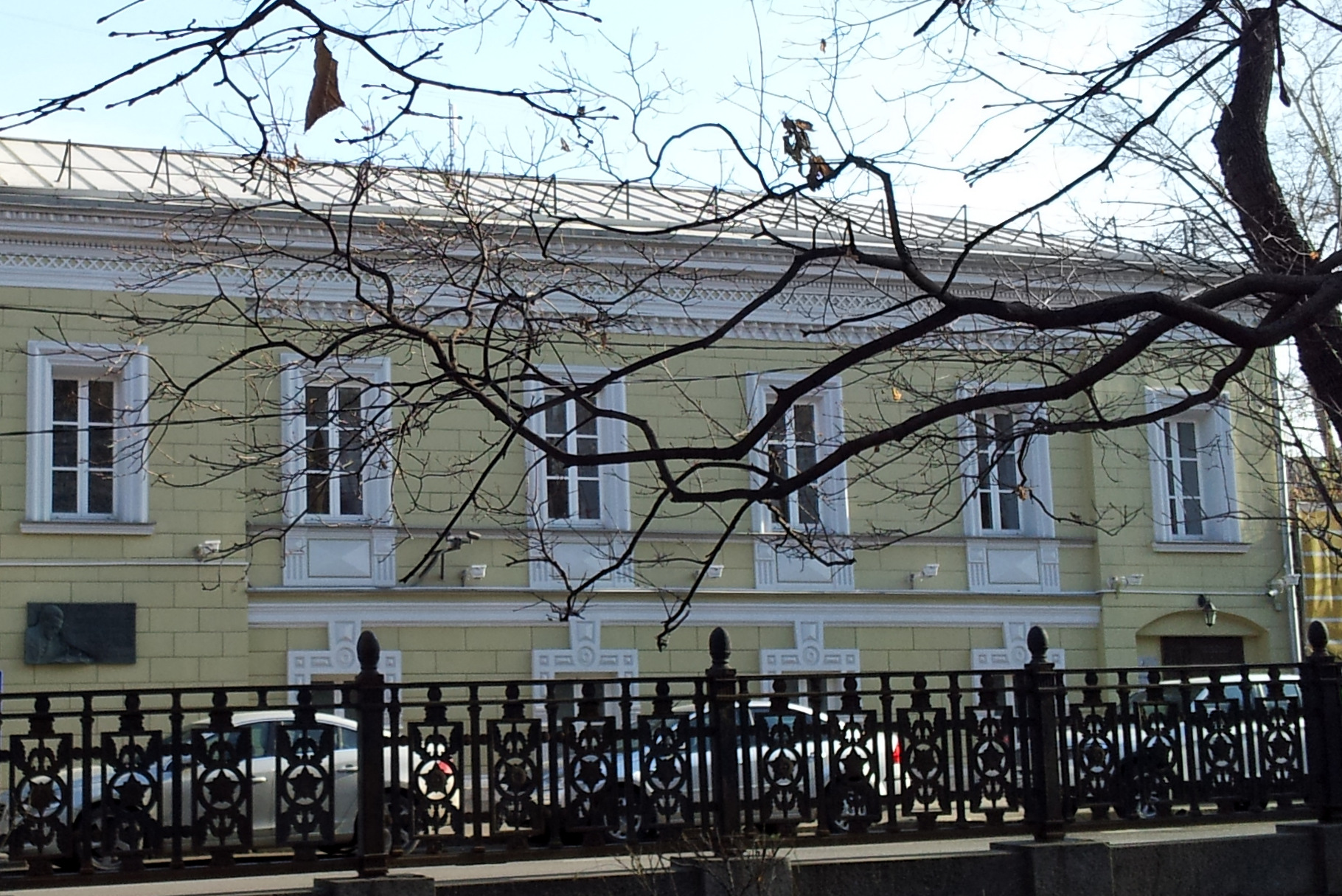
Muzeum Szachów w Moskwie. Miejsce przechowywania obrazu.

## Historia powstania i los obrazu
Sam s soboju, ili Igra w szachmaty należy do ostatniego okresu twórczości Miasojedowa, który rozpoczął się w latach 80. XIX wieku. Charakteryzował się on kryzysem sił twórczych. O ile wcześniej zajmowała go głównie tematyka chłopska, to w tym etapie zaczyna odczuwać wpływ malarstwa salonowego. Artysta skupiał się wówczas głównie na tematyce portretowej. Biografowie malarza nie eksponują natomiast zainteresowania artysty szachami.
Artysta namalował obraz w 1907 roku w Połtawie, gdzie znajdował się jego majątek. Obraz jest sygnowany: podpis artysty „G. Miesojedow” znajduje się na pudełku z figurami w lewym dolnym rogu obrazu. Sam s soboju był jednym z eksponatów wystawy XXXVI Towarzystwa Objazdowych Wystaw Artystycznych.

## Tematyka obrazu

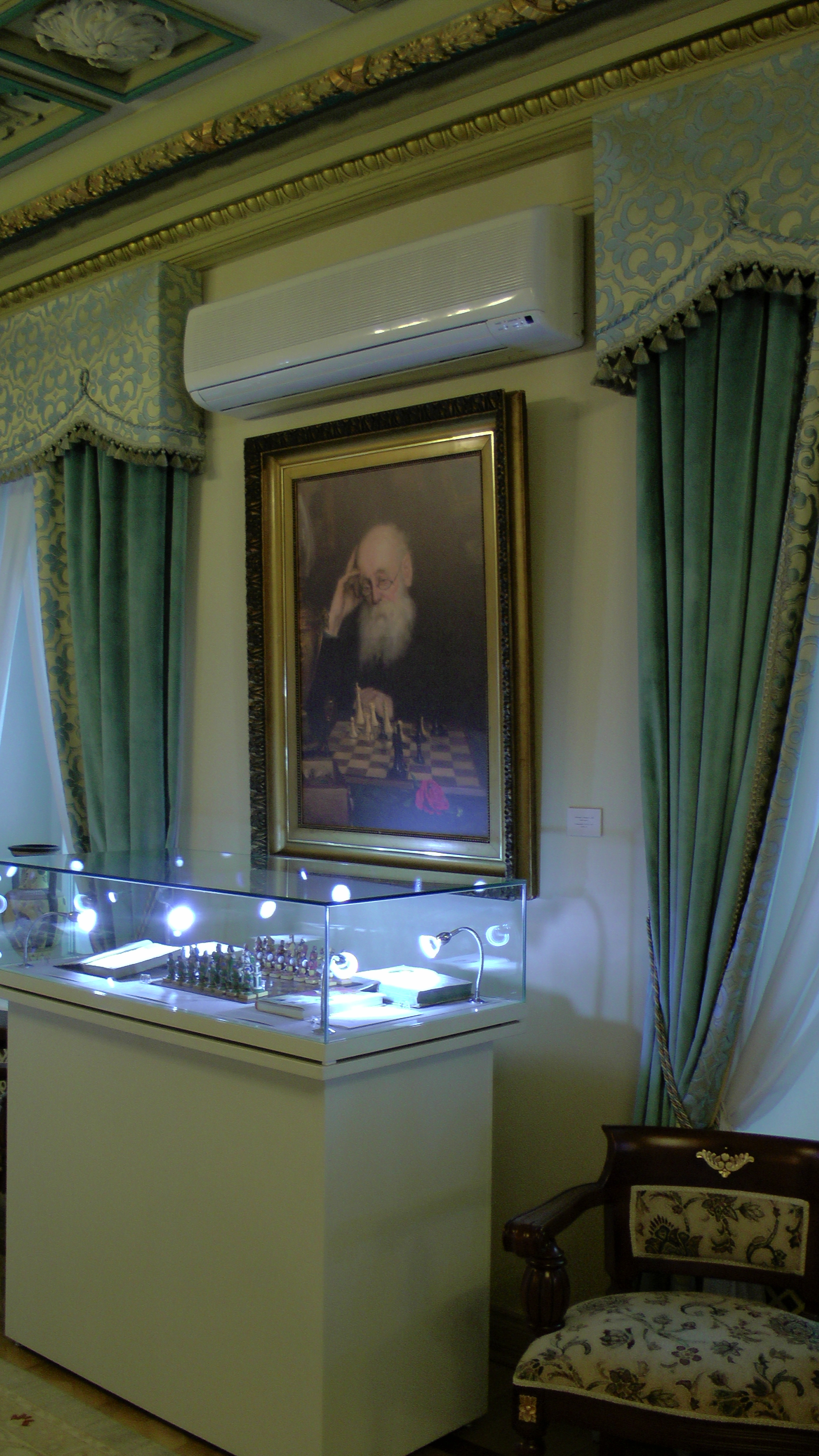
Obraz Grigorija Miasojedowa na ekspozycji w Muzeum Szachów.

Obraz przedstawia ubranego na czarno siwobrodego staruszka siedzącego samotnie przy stole. Rozważa on pozycję szachową, która znajduje się na szachownicy. Na pierwszym planie znajdują się: czerwona róża, pudełko na figury szachowe; z boku stoi zgaszona lampa naftowa. W pokoju jest ciemno. W tle widnieje wiszący na ścianie obraz.
Temat obrazu nie jest jednoznaczny i wywołał dyskusję między historykami sztuki i historykami szachów. Istnieją następujące hipotezy:
- Hipoteza Wiaczesława Dombrowskiego. Obraz przedstawia księcia Siergieja Siemionowicza Urusowa(inne języki) (1827–1897), generała dywizji rosyjskiej i rosyjskiego szachistę z XIX wieku. Istnieje zewnętrzne podobieństwo, aczkolwiek Urusow nigdy nie nosił okularów[3].

- Hipoteza historyka szachów Isaaka Lindera(inne języki). Portret przedstawia Aleksandra Dmitriewicza Pietrowa (1799–1867), pierwszego rosyjskiego mistrza szachowego, teoretyka szachów, pisarza i działacza państwowego (w randze tajnego radcy(inne języki) – III ranga cywilna w tabeli). Podobieństwo uzasadniać mają okulary, w których Pietrow został utrwalony na dwóch zachowanych sztychach. Szczególnie bliski postaci namalowanej przez Miasojedowa jest portet autorstwa Petera Borela, wygrawerowany w 1871 roku przez Ławrientija Sieriakowa. Wygląd osoby przedstawionej na obrazie jest też zbieżny z opisem Pietrowa spisanym przez Anglika Davida Saltera. Kolekcjoner Wiaczesław Dombrowski wraz z obrazem pozyskał podręcznik szachowy autorstwa Pietrowa z 1824 rok, dedykowany przyszłej żonie szachisty. Linder założył, że obraz został namalowany po śmierci osoby na nim przedstawionej (rodzaj pośmiertnego portretu dla krewnych na podstawie ryciny dostarczonej artyście), na co wskazuje przedstawiona na pierwszym planie róża. Przeciw tej teorii świadczy natomiast czterdzieści lat, które upłynęło pomiędzy zgonem Pietrowa a namalowaniem portretu[3].

Zgodnie z tą hipotezą obraz został wykorzystany na okładce programu memoriału Pietrowa, który odbył się 7–16 lutego 1996 roku w Petersburgu, jako uznany portret tego szachisty .
- Hipoteza kulturoznawcy W. Ogolewca. Na obrazie przedstawione jest alter ego artysty, które, choć nie zachowuje jego zewnętrznego wyglądu, to przedstawia jego świat wewnętrzny w końcowym etapie życia[2]. Samotność malarza wywołała u niego pustkę duchową, którą wyraża portret:

Miasojedow pod koniec życia znajdował się w stanie głębokiego upadku ducha. Pomimo odejścia od aktywności, do której przywykł w poprzednich dziesięcioleciach, w dalszym ciągu wyrażał niektóre cechy swojej skomplikowanej, twardej natury, cechy, które w lepszych okresach jego życia tłumiła usilna praca twórcza i aktywna działalność. Niektóre z jego prac tego okresu odzwierciedlają stan jego ducha („Sam s soboju” lub „Igra w szachmaty”, 1907, aktualne miejsce nieznane).
Oryginalny tekstМясоедов последние годы жизни находился в состоянии глубокой душевной подавленности. Здесь помимо отхода от живой деятельности, к которой привык Мясоедов в предшествующие десятилетия, нашли свое выражение и некоторые качества его сложной, отнюдь не мягкой натуры, качества, в лучшую пору жизни подавляемые творческим подъёмом, активной деятельностью. Некоторые работы этого времени, по-видимому, прямым образом отражают его состояние духа („Сам с собою”, или „Игра в шахматы”, 1907, местонахождение неизвестно).

- Hipoteza kulturoznawczyni Natalii Iwanowej. Obraz przedstawia kilkukrotnego modela malarza w ostatnich latach jego życia – tego samego, który występuje na przykład w obrazie Starik s knigoj (1902). Wiadomo, że do tego obrazu pozował ogrodnik Miasojedowa[3].

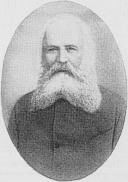
Szachista Siergiej Urusow. Portret z XIX wieku.
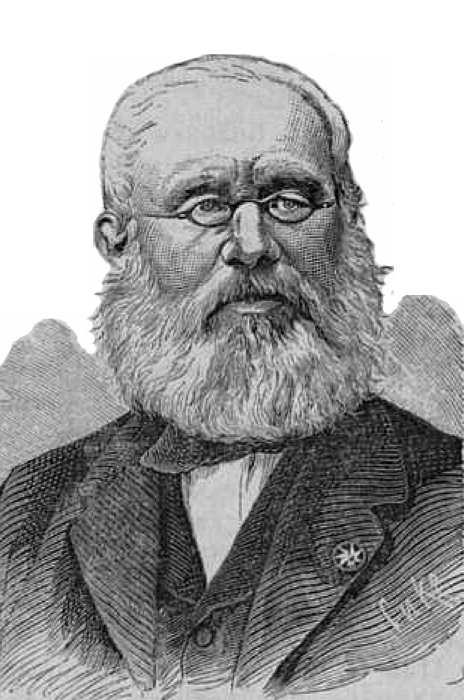
Szachista Aleksander Pietrow. Grawerowanie Ł. Sieriakowa według rysunku P. Borela.
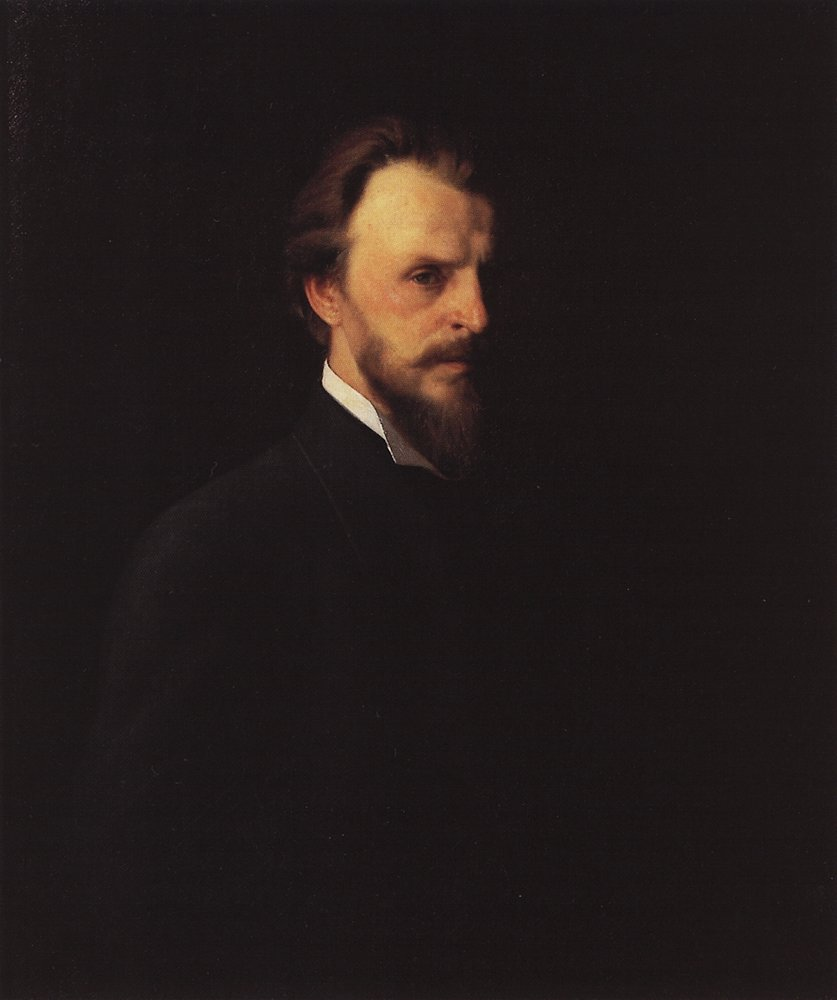
Grigorij Miasojedow. Autoportret. Początek XX wieku.

## Pozycja na szachownicy przedstawionej na obrazie
|   | a | b | c | d | e | f | g | h |   |
| 8 | d8 – Czarny król · d7 – Czarny pionek · c6 – Czarny pionek · h6 – Czarny goniec · d4 – Czarny pionek · c3 – Czarny hetman · d3 – Biały pionek · e3 – Czarny pionek · f3 – Biała wieża · g3 – Biały pionek · b2 – Czarny skoczek · c2 – Biały pionek · e2 – Biały hetman · f1 – Biała wieża · g1 – Biały król | d8 – Czarny król · d7 – Czarny pionek · c6 – Czarny pionek · h6 – Czarny goniec · d4 – Czarny pionek · c3 – Czarny hetman · d3 – Biały pionek · e3 – Czarny pionek · f3 – Biała wieża · g3 – Biały pionek · b2 – Czarny skoczek · c2 – Biały pionek · e2 – Biały hetman · f1 – Biała wieża · g1 – Biały król | d8 – Czarny król · d7 – Czarny pionek · c6 – Czarny pionek · h6 – Czarny goniec · d4 – Czarny pionek · c3 – Czarny hetman · d3 – Biały pionek · e3 – Czarny pionek · f3 – Biała wieża · g3 – Biały pionek · b2 – Czarny skoczek · c2 – Biały pionek · e2 – Biały hetman · f1 – Biała wieża · g1 – Biały król | d8 – Czarny król · d7 – Czarny pionek · c6 – Czarny pionek · h6 – Czarny goniec · d4 – Czarny pionek · c3 – Czarny hetman · d3 – Biały pionek · e3 – Czarny pionek · f3 – Biała wieża · g3 – Biały pionek · b2 – Czarny skoczek · c2 – Biały pionek · e2 – Biały hetman · f1 – Biała wieża · g1 – Biały król | d8 – Czarny król · d7 – Czarny pionek · c6 – Czarny pionek · h6 – Czarny goniec · d4 – Czarny pionek · c3 – Czarny hetman · d3 – Biały pionek · e3 – Czarny pionek · f3 – Biała wieża · g3 – Biały pionek · b2 – Czarny skoczek · c2 – Biały pionek · e2 – Biały hetman · f1 – Biała wieża · g1 – Biały król | d8 – Czarny król · d7 – Czarny pionek · c6 – Czarny pionek · h6 – Czarny goniec · d4 – Czarny pionek · c3 – Czarny hetman · d3 – Biały pionek · e3 – Czarny pionek · f3 – Biała wieża · g3 – Biały pionek · b2 – Czarny skoczek · c2 – Biały pionek · e2 – Biały hetman · f1 – Biała wieża · g1 – Biały król | d8 – Czarny król · d7 – Czarny pionek · c6 – Czarny pionek · h6 – Czarny goniec · d4 – Czarny pionek · c3 – Czarny hetman · d3 – Biały pionek · e3 – Czarny pionek · f3 – Biała wieża · g3 – Biały pionek · b2 – Czarny skoczek · c2 – Biały pionek · e2 – Biały hetman · f1 – Biała wieża · g1 – Biały król | d8 – Czarny król · d7 – Czarny pionek · c6 – Czarny pionek · h6 – Czarny goniec · d4 – Czarny pionek · c3 – Czarny hetman · d3 – Biały pionek · e3 – Czarny pionek · f3 – Biała wieża · g3 – Biały pionek · b2 – Czarny skoczek · c2 – Biały pionek · e2 – Biały hetman · f1 – Biała wieża · g1 – Biały król | 8 |
| 7 | d8 – Czarny król · d7 – Czarny pionek · c6 – Czarny pionek · h6 – Czarny goniec · d4 – Czarny pionek · c3 – Czarny hetman · d3 – Biały pionek · e3 – Czarny pionek · f3 – Biała wieża · g3 – Biały pionek · b2 – Czarny skoczek · c2 – Biały pionek · e2 – Biały hetman · f1 – Biała wieża · g1 – Biały król | d8 – Czarny król · d7 – Czarny pionek · c6 – Czarny pionek · h6 – Czarny goniec · d4 – Czarny pionek · c3 – Czarny hetman · d3 – Biały pionek · e3 – Czarny pionek · f3 – Biała wieża · g3 – Biały pionek · b2 – Czarny skoczek · c2 – Biały pionek · e2 – Biały hetman · f1 – Biała wieża · g1 – Biały król | d8 – Czarny król · d7 – Czarny pionek · c6 – Czarny pionek · h6 – Czarny goniec · d4 – Czarny pionek · c3 – Czarny hetman · d3 – Biały pionek · e3 – Czarny pionek · f3 – Biała wieża · g3 – Biały pionek · b2 – Czarny skoczek · c2 – Biały pionek · e2 – Biały hetman · f1 – Biała wieża · g1 – Biały król | d8 – Czarny król · d7 – Czarny pionek · c6 – Czarny pionek · h6 – Czarny goniec · d4 – Czarny pionek · c3 – Czarny hetman · d3 – Biały pionek · e3 – Czarny pionek · f3 – Biała wieża · g3 – Biały pionek · b2 – Czarny skoczek · c2 – Biały pionek · e2 – Biały hetman · f1 – Biała wieża · g1 – Biały król | d8 – Czarny król · d7 – Czarny pionek · c6 – Czarny pionek · h6 – Czarny goniec · d4 – Czarny pionek · c3 – Czarny hetman · d3 – Biały pionek · e3 – Czarny pionek · f3 – Biała wieża · g3 – Biały pionek · b2 – Czarny skoczek · c2 – Biały pionek · e2 – Biały hetman · f1 – Biała wieża · g1 – Biały król | d8 – Czarny król · d7 – Czarny pionek · c6 – Czarny pionek · h6 – Czarny goniec · d4 – Czarny pionek · c3 – Czarny hetman · d3 – Biały pionek · e3 – Czarny pionek · f3 – Biała wieża · g3 – Biały pionek · b2 – Czarny skoczek · c2 – Biały pionek · e2 – Biały hetman · f1 – Biała wieża · g1 – Biały król | d8 – Czarny król · d7 – Czarny pionek · c6 – Czarny pionek · h6 – Czarny goniec · d4 – Czarny pionek · c3 – Czarny hetman · d3 – Biały pionek · e3 – Czarny pionek · f3 – Biała wieża · g3 – Biały pionek · b2 – Czarny skoczek · c2 – Biały pionek · e2 – Biały hetman · f1 – Biała wieża · g1 – Biały król | d8 – Czarny król · d7 – Czarny pionek · c6 – Czarny pionek · h6 – Czarny goniec · d4 – Czarny pionek · c3 – Czarny hetman · d3 – Biały pionek · e3 – Czarny pionek · f3 – Biała wieża · g3 – Biały pionek · b2 – Czarny skoczek · c2 – Biały pionek · e2 – Biały hetman · f1 – Biała wieża · g1 – Biały król | 7 |
| 6 | d8 – Czarny król · d7 – Czarny pionek · c6 – Czarny pionek · h6 – Czarny goniec · d4 – Czarny pionek · c3 – Czarny hetman · d3 – Biały pionek · e3 – Czarny pionek · f3 – Biała wieża · g3 – Biały pionek · b2 – Czarny skoczek · c2 – Biały pionek · e2 – Biały hetman · f1 – Biała wieża · g1 – Biały król | d8 – Czarny król · d7 – Czarny pionek · c6 – Czarny pionek · h6 – Czarny goniec · d4 – Czarny pionek · c3 – Czarny hetman · d3 – Biały pionek · e3 – Czarny pionek · f3 – Biała wieża · g3 – Biały pionek · b2 – Czarny skoczek · c2 – Biały pionek · e2 – Biały hetman · f1 – Biała wieża · g1 – Biały król | d8 – Czarny król · d7 – Czarny pionek · c6 – Czarny pionek · h6 – Czarny goniec · d4 – Czarny pionek · c3 – Czarny hetman · d3 – Biały pionek · e3 – Czarny pionek · f3 – Biała wieża · g3 – Biały pionek · b2 – Czarny skoczek · c2 – Biały pionek · e2 – Biały hetman · f1 – Biała wieża · g1 – Biały król | d8 – Czarny król · d7 – Czarny pionek · c6 – Czarny pionek · h6 – Czarny goniec · d4 – Czarny pionek · c3 – Czarny hetman · d3 – Biały pionek · e3 – Czarny pionek · f3 – Biała wieża · g3 – Biały pionek · b2 – Czarny skoczek · c2 – Biały pionek · e2 – Biały hetman · f1 – Biała wieża · g1 – Biały król | d8 – Czarny król · d7 – Czarny pionek · c6 – Czarny pionek · h6 – Czarny goniec · d4 – Czarny pionek · c3 – Czarny hetman · d3 – Biały pionek · e3 – Czarny pionek · f3 – Biała wieża · g3 – Biały pionek · b2 – Czarny skoczek · c2 – Biały pionek · e2 – Biały hetman · f1 – Biała wieża · g1 – Biały król | d8 – Czarny król · d7 – Czarny pionek · c6 – Czarny pionek · h6 – Czarny goniec · d4 – Czarny pionek · c3 – Czarny hetman · d3 – Biały pionek · e3 – Czarny pionek · f3 – Biała wieża · g3 – Biały pionek · b2 – Czarny skoczek · c2 – Biały pionek · e2 – Biały hetman · f1 – Biała wieża · g1 – Biały król | d8 – Czarny król · d7 – Czarny pionek · c6 – Czarny pionek · h6 – Czarny goniec · d4 – Czarny pionek · c3 – Czarny hetman · d3 – Biały pionek · e3 – Czarny pionek · f3 – Biała wieża · g3 – Biały pionek · b2 – Czarny skoczek · c2 – Biały pionek · e2 – Biały hetman · f1 – Biała wieża · g1 – Biały król | d8 – Czarny król · d7 – Czarny pionek · c6 – Czarny pionek · h6 – Czarny goniec · d4 – Czarny pionek · c3 – Czarny hetman · d3 – Biały pionek · e3 – Czarny pionek · f3 – Biała wieża · g3 – Biały pionek · b2 – Czarny skoczek · c2 – Biały pionek · e2 – Biały hetman · f1 – Biała wieża · g1 – Biały król | 6 |
| 5 | d8 – Czarny król · d7 – Czarny pionek · c6 – Czarny pionek · h6 – Czarny goniec · d4 – Czarny pionek · c3 – Czarny hetman · d3 – Biały pionek · e3 – Czarny pionek · f3 – Biała wieża · g3 – Biały pionek · b2 – Czarny skoczek · c2 – Biały pionek · e2 – Biały hetman · f1 – Biała wieża · g1 – Biały król | d8 – Czarny król · d7 – Czarny pionek · c6 – Czarny pionek · h6 – Czarny goniec · d4 – Czarny pionek · c3 – Czarny hetman · d3 – Biały pionek · e3 – Czarny pionek · f3 – Biała wieża · g3 – Biały pionek · b2 – Czarny skoczek · c2 – Biały pionek · e2 – Biały hetman · f1 – Biała wieża · g1 – Biały król | d8 – Czarny król · d7 – Czarny pionek · c6 – Czarny pionek · h6 – Czarny goniec · d4 – Czarny pionek · c3 – Czarny hetman · d3 – Biały pionek · e3 – Czarny pionek · f3 – Biała wieża · g3 – Biały pionek · b2 – Czarny skoczek · c2 – Biały pionek · e2 – Biały hetman · f1 – Biała wieża · g1 – Biały król | d8 – Czarny król · d7 – Czarny pionek · c6 – Czarny pionek · h6 – Czarny goniec · d4 – Czarny pionek · c3 – Czarny hetman · d3 – Biały pionek · e3 – Czarny pionek · f3 – Biała wieża · g3 – Biały pionek · b2 – Czarny skoczek · c2 – Biały pionek · e2 – Biały hetman · f1 – Biała wieża · g1 – Biały król | d8 – Czarny król · d7 – Czarny pionek · c6 – Czarny pionek · h6 – Czarny goniec · d4 – Czarny pionek · c3 – Czarny hetman · d3 – Biały pionek · e3 – Czarny pionek · f3 – Biała wieża · g3 – Biały pionek · b2 – Czarny skoczek · c2 – Biały pionek · e2 – Biały hetman · f1 – Biała wieża · g1 – Biały król | d8 – Czarny król · d7 – Czarny pionek · c6 – Czarny pionek · h6 – Czarny goniec · d4 – Czarny pionek · c3 – Czarny hetman · d3 – Biały pionek · e3 – Czarny pionek · f3 – Biała wieża · g3 – Biały pionek · b2 – Czarny skoczek · c2 – Biały pionek · e2 – Biały hetman · f1 – Biała wieża · g1 – Biały król | d8 – Czarny król · d7 – Czarny pionek · c6 – Czarny pionek · h6 – Czarny goniec · d4 – Czarny pionek · c3 – Czarny hetman · d3 – Biały pionek · e3 – Czarny pionek · f3 – Biała wieża · g3 – Biały pionek · b2 – Czarny skoczek · c2 – Biały pionek · e2 – Biały hetman · f1 – Biała wieża · g1 – Biały król | d8 – Czarny król · d7 – Czarny pionek · c6 – Czarny pionek · h6 – Czarny goniec · d4 – Czarny pionek · c3 – Czarny hetman · d3 – Biały pionek · e3 – Czarny pionek · f3 – Biała wieża · g3 – Biały pionek · b2 – Czarny skoczek · c2 – Biały pionek · e2 – Biały hetman · f1 – Biała wieża · g1 – Biały król | 5 |
| 4 | d8 – Czarny król · d7 – Czarny pionek · c6 – Czarny pionek · h6 – Czarny goniec · d4 – Czarny pionek · c3 – Czarny hetman · d3 – Biały pionek · e3 – Czarny pionek · f3 – Biała wieża · g3 – Biały pionek · b2 – Czarny skoczek · c2 – Biały pionek · e2 – Biały hetman · f1 – Biała wieża · g1 – Biały król | d8 – Czarny król · d7 – Czarny pionek · c6 – Czarny pionek · h6 – Czarny goniec · d4 – Czarny pionek · c3 – Czarny hetman · d3 – Biały pionek · e3 – Czarny pionek · f3 – Biała wieża · g3 – Biały pionek · b2 – Czarny skoczek · c2 – Biały pionek · e2 – Biały hetman · f1 – Biała wieża · g1 – Biały król | d8 – Czarny król · d7 – Czarny pionek · c6 – Czarny pionek · h6 – Czarny goniec · d4 – Czarny pionek · c3 – Czarny hetman · d3 – Biały pionek · e3 – Czarny pionek · f3 – Biała wieża · g3 – Biały pionek · b2 – Czarny skoczek · c2 – Biały pionek · e2 – Biały hetman · f1 – Biała wieża · g1 – Biały król | d8 – Czarny król · d7 – Czarny pionek · c6 – Czarny pionek · h6 – Czarny goniec · d4 – Czarny pionek · c3 – Czarny hetman · d3 – Biały pionek · e3 – Czarny pionek · f3 – Biała wieża · g3 – Biały pionek · b2 – Czarny skoczek · c2 – Biały pionek · e2 – Biały hetman · f1 – Biała wieża · g1 – Biały król | d8 – Czarny król · d7 – Czarny pionek · c6 – Czarny pionek · h6 – Czarny goniec · d4 – Czarny pionek · c3 – Czarny hetman · d3 – Biały pionek · e3 – Czarny pionek · f3 – Biała wieża · g3 – Biały pionek · b2 – Czarny skoczek · c2 – Biały pionek · e2 – Biały hetman · f1 – Biała wieża · g1 – Biały król | d8 – Czarny król · d7 – Czarny pionek · c6 – Czarny pionek · h6 – Czarny goniec · d4 – Czarny pionek · c3 – Czarny hetman · d3 – Biały pionek · e3 – Czarny pionek · f3 – Biała wieża · g3 – Biały pionek · b2 – Czarny skoczek · c2 – Biały pionek · e2 – Biały hetman · f1 – Biała wieża · g1 – Biały król | d8 – Czarny król · d7 – Czarny pionek · c6 – Czarny pionek · h6 – Czarny goniec · d4 – Czarny pionek · c3 – Czarny hetman · d3 – Biały pionek · e3 – Czarny pionek · f3 – Biała wieża · g3 – Biały pionek · b2 – Czarny skoczek · c2 – Biały pionek · e2 – Biały hetman · f1 – Biała wieża · g1 – Biały król | d8 – Czarny król · d7 – Czarny pionek · c6 – Czarny pionek · h6 – Czarny goniec · d4 – Czarny pionek · c3 – Czarny hetman · d3 – Biały pionek · e3 – Czarny pionek · f3 – Biała wieża · g3 – Biały pionek · b2 – Czarny skoczek · c2 – Biały pionek · e2 – Biały hetman · f1 – Biała wieża · g1 – Biały król | 4 |
| 3 | d8 – Czarny król · d7 – Czarny pionek · c6 – Czarny pionek · h6 – Czarny goniec · d4 – Czarny pionek · c3 – Czarny hetman · d3 – Biały pionek · e3 – Czarny pionek · f3 – Biała wieża · g3 – Biały pionek · b2 – Czarny skoczek · c2 – Biały pionek · e2 – Biały hetman · f1 – Biała wieża · g1 – Biały król | d8 – Czarny król · d7 – Czarny pionek · c6 – Czarny pionek · h6 – Czarny goniec · d4 – Czarny pionek · c3 – Czarny hetman · d3 – Biały pionek · e3 – Czarny pionek · f3 – Biała wieża · g3 – Biały pionek · b2 – Czarny skoczek · c2 – Biały pionek · e2 – Biały hetman · f1 – Biała wieża · g1 – Biały król | d8 – Czarny król · d7 – Czarny pionek · c6 – Czarny pionek · h6 – Czarny goniec · d4 – Czarny pionek · c3 – Czarny hetman · d3 – Biały pionek · e3 – Czarny pionek · f3 – Biała wieża · g3 – Biały pionek · b2 – Czarny skoczek · c2 – Biały pionek · e2 – Biały hetman · f1 – Biała wieża · g1 – Biały król | d8 – Czarny król · d7 – Czarny pionek · c6 – Czarny pionek · h6 – Czarny goniec · d4 – Czarny pionek · c3 – Czarny hetman · d3 – Biały pionek · e3 – Czarny pionek · f3 – Biała wieża · g3 – Biały pionek · b2 – Czarny skoczek · c2 – Biały pionek · e2 – Biały hetman · f1 – Biała wieża · g1 – Biały król | d8 – Czarny król · d7 – Czarny pionek · c6 – Czarny pionek · h6 – Czarny goniec · d4 – Czarny pionek · c3 – Czarny hetman · d3 – Biały pionek · e3 – Czarny pionek · f3 – Biała wieża · g3 – Biały pionek · b2 – Czarny skoczek · c2 – Biały pionek · e2 – Biały hetman · f1 – Biała wieża · g1 – Biały król | d8 – Czarny król · d7 – Czarny pionek · c6 – Czarny pionek · h6 – Czarny goniec · d4 – Czarny pionek · c3 – Czarny hetman · d3 – Biały pionek · e3 – Czarny pionek · f3 – Biała wieża · g3 – Biały pionek · b2 – Czarny skoczek · c2 – Biały pionek · e2 – Biały hetman · f1 – Biała wieża · g1 – Biały król | d8 – Czarny król · d7 – Czarny pionek · c6 – Czarny pionek · h6 – Czarny goniec · d4 – Czarny pionek · c3 – Czarny hetman · d3 – Biały pionek · e3 – Czarny pionek · f3 – Biała wieża · g3 – Biały pionek · b2 – Czarny skoczek · c2 – Biały pionek · e2 – Biały hetman · f1 – Biała wieża · g1 – Biały król | d8 – Czarny król · d7 – Czarny pionek · c6 – Czarny pionek · h6 – Czarny goniec · d4 – Czarny pionek · c3 – Czarny hetman · d3 – Biały pionek · e3 – Czarny pionek · f3 – Biała wieża · g3 – Biały pionek · b2 – Czarny skoczek · c2 – Biały pionek · e2 – Biały hetman · f1 – Biała wieża · g1 – Biały król | 3 |
| 2 | d8 – Czarny król · d7 – Czarny pionek · c6 – Czarny pionek · h6 – Czarny goniec · d4 – Czarny pionek · c3 – Czarny hetman · d3 – Biały pionek · e3 – Czarny pionek · f3 – Biała wieża · g3 – Biały pionek · b2 – Czarny skoczek · c2 – Biały pionek · e2 – Biały hetman · f1 – Biała wieża · g1 – Biały król | d8 – Czarny król · d7 – Czarny pionek · c6 – Czarny pionek · h6 – Czarny goniec · d4 – Czarny pionek · c3 – Czarny hetman · d3 – Biały pionek · e3 – Czarny pionek · f3 – Biała wieża · g3 – Biały pionek · b2 – Czarny skoczek · c2 – Biały pionek · e2 – Biały hetman · f1 – Biała wieża · g1 – Biały król | d8 – Czarny król · d7 – Czarny pionek · c6 – Czarny pionek · h6 – Czarny goniec · d4 – Czarny pionek · c3 – Czarny hetman · d3 – Biały pionek · e3 – Czarny pionek · f3 – Biała wieża · g3 – Biały pionek · b2 – Czarny skoczek · c2 – Biały pionek · e2 – Biały hetman · f1 – Biała wieża · g1 – Biały król | d8 – Czarny król · d7 – Czarny pionek · c6 – Czarny pionek · h6 – Czarny goniec · d4 – Czarny pionek · c3 – Czarny hetman · d3 – Biały pionek · e3 – Czarny pionek · f3 – Biała wieża · g3 – Biały pionek · b2 – Czarny skoczek · c2 – Biały pionek · e2 – Biały hetman · f1 – Biała wieża · g1 – Biały król | d8 – Czarny król · d7 – Czarny pionek · c6 – Czarny pionek · h6 – Czarny goniec · d4 – Czarny pionek · c3 – Czarny hetman · d3 – Biały pionek · e3 – Czarny pionek · f3 – Biała wieża · g3 – Biały pionek · b2 – Czarny skoczek · c2 – Biały pionek · e2 – Biały hetman · f1 – Biała wieża · g1 – Biały król | d8 – Czarny król · d7 – Czarny pionek · c6 – Czarny pionek · h6 – Czarny goniec · d4 – Czarny pionek · c3 – Czarny hetman · d3 – Biały pionek · e3 – Czarny pionek · f3 – Biała wieża · g3 – Biały pionek · b2 – Czarny skoczek · c2 – Biały pionek · e2 – Biały hetman · f1 – Biała wieża · g1 – Biały król | d8 – Czarny król · d7 – Czarny pionek · c6 – Czarny pionek · h6 – Czarny goniec · d4 – Czarny pionek · c3 – Czarny hetman · d3 – Biały pionek · e3 – Czarny pionek · f3 – Biała wieża · g3 – Biały pionek · b2 – Czarny skoczek · c2 – Biały pionek · e2 – Biały hetman · f1 – Biała wieża · g1 – Biały król | d8 – Czarny król · d7 – Czarny pionek · c6 – Czarny pionek · h6 – Czarny goniec · d4 – Czarny pionek · c3 – Czarny hetman · d3 – Biały pionek · e3 – Czarny pionek · f3 – Biała wieża · g3 – Biały pionek · b2 – Czarny skoczek · c2 – Biały pionek · e2 – Biały hetman · f1 – Biała wieża · g1 – Biały król | 2 |
| 1 | d8 – Czarny król · d7 – Czarny pionek · c6 – Czarny pionek · h6 – Czarny goniec · d4 – Czarny pionek · c3 – Czarny hetman · d3 – Biały pionek · e3 – Czarny pionek · f3 – Biała wieża · g3 – Biały pionek · b2 – Czarny skoczek · c2 – Biały pionek · e2 – Biały hetman · f1 – Biała wieża · g1 – Biały król | d8 – Czarny król · d7 – Czarny pionek · c6 – Czarny pionek · h6 – Czarny goniec · d4 – Czarny pionek · c3 – Czarny hetman · d3 – Biały pionek · e3 – Czarny pionek · f3 – Biała wieża · g3 – Biały pionek · b2 – Czarny skoczek · c2 – Biały pionek · e2 – Biały hetman · f1 – Biała wieża · g1 – Biały król | d8 – Czarny król · d7 – Czarny pionek · c6 – Czarny pionek · h6 – Czarny goniec · d4 – Czarny pionek · c3 – Czarny hetman · d3 – Biały pionek · e3 – Czarny pionek · f3 – Biała wieża · g3 – Biały pionek · b2 – Czarny skoczek · c2 – Biały pionek · e2 – Biały hetman · f1 – Biała wieża · g1 – Biały król | d8 – Czarny król · d7 – Czarny pionek · c6 – Czarny pionek · h6 – Czarny goniec · d4 – Czarny pionek · c3 – Czarny hetman · d3 – Biały pionek · e3 – Czarny pionek · f3 – Biała wieża · g3 – Biały pionek · b2 – Czarny skoczek · c2 – Biały pionek · e2 – Biały hetman · f1 – Biała wieża · g1 – Biały król | d8 – Czarny król · d7 – Czarny pionek · c6 – Czarny pionek · h6 – Czarny goniec · d4 – Czarny pionek · c3 – Czarny hetman · d3 – Biały pionek · e3 – Czarny pionek · f3 – Biała wieża · g3 – Biały pionek · b2 – Czarny skoczek · c2 – Biały pionek · e2 – Biały hetman · f1 – Biała wieża · g1 – Biały król | d8 – Czarny król · d7 – Czarny pionek · c6 – Czarny pionek · h6 – Czarny goniec · d4 – Czarny pionek · c3 – Czarny hetman · d3 – Biały pionek · e3 – Czarny pionek · f3 – Biała wieża · g3 – Biały pionek · b2 – Czarny skoczek · c2 – Biały pionek · e2 – Biały hetman · f1 – Biała wieża · g1 – Biały król | d8 – Czarny król · d7 – Czarny pionek · c6 – Czarny pionek · h6 – Czarny goniec · d4 – Czarny pionek · c3 – Czarny hetman · d3 – Biały pionek · e3 – Czarny pionek · f3 – Biała wieża · g3 – Biały pionek · b2 – Czarny skoczek · c2 – Biały pionek · e2 – Biały hetman · f1 – Biała wieża · g1 – Biały król | d8 – Czarny król · d7 – Czarny pionek · c6 – Czarny pionek · h6 – Czarny goniec · d4 – Czarny pionek · c3 – Czarny hetman · d3 – Biały pionek · e3 – Czarny pionek · f3 – Biała wieża · g3 – Biały pionek · b2 – Czarny skoczek · c2 – Biały pionek · e2 – Biały hetman · f1 – Biała wieża · g1 – Biały król | 1 |
|   | a | b | c | d | e | f | g | h |   |

 Na szachownicy malarz przedstawił następującą pozycję (rekonstrukcja Isaaka Lindera): białe – Kg1, He2, Wf1, Wf3, pionki: c2, d3, g3; czarne – Kd8, Hc3, Gh6, Sb2, pionki: c6, d7, d4, e3. Takie ustawienie może powstać w trakcie rzeczywistej gry. Mimo że przewaga materialna leży po stronie białych, to obie strony mają perspektywy na kontynuację walki.

## Proweniencja
Dzieło znajdowało się w prywatnych zbiorach autora do jego śmierci w 1911 roku, a następnie odziedziczone przez jego syna Iwana Miasojedowa zostało sprzedane anonimowemu kolekcjonerowi .
Kolejnym właścicielem portretu był Wiaczesław Dombrowski (1905–1966) – szef straży pożarnej w oblężonym Leningradzie i dyrektor powojennego sklepu szachowego na ulicy Żelabowa. W młodości, będąc amatorskim szachistą, kolekcjonował on szachy i literaturę im poświęconą. Dombrowski udostępnił część swojej kolekcji zwiedzającym, tworząc z niej de facto prywatne, bezpłatne muzeum . W niektórych publikacjach obraz opisywano jednak jako utracony.
Po śmierci kolekcjonera w 1966 roku jego kolekcja została podzielona na trzy części: pierwszą z nich kupił Lothar Schmid – niemiecki arcymistrz, działacz i kolekcjoner szachowy; druga część trafiła się do tallińskiego klubu szachowego; pozostała część kolekcji została zakupiona przez Federację szachową ZSRR. Ta część kolekcji stała się bazą Muzeum Szachów, mieszczącego się w Moskwie przy bulwarze Gogola. W latach 1966–1980, w trakcie przygotowywania muzeum, obraz przechowywany był w magazynie. Po oficjalnym otwarciu został udostępniony zwiedzającym.